# Autobahn Kunming–Mohan
Die Autobahn Kunming–Mohan oder Kunmo-Autobahn (chinesisch 昆磨高速公路, Pinyin Kūnmó gāosù gōnglù, englisch Kunmo Expressway), chin. Abk. G8511, ist eine im Bau befindliche regionale Autobahn in der Provinz Yunnan im Südwesten Chinas. Die 715 km lange Autobahn beginnt an der Autobahn G78 bei Kunming und führt in südlicher Richtung über Yuxi, Mojiang und Pu’er nach Mohan im Autonomen Bezirk Xishuangbanna, wo sie an der Grenze mit Laos in die dortige Nationalstraße 13 und später in den Vientiane-Boten Expressway übergehen soll.